# Need (Stargate SG-1)
Need (Adicción en Hispanoamérica, Necesidades en España) es el quinto  episodio de la segunda temporada de la serie de televisión de ciencia ficción Stargate SG-1. Corresponde al vigésimo séptimo episodio de toda la serie.

## Trama
En un planeta desconocido, el SG-1 mira como un grupo de personas envían Naquadah por el Stargate. Deciden entonces intentar obtener algo de este material. Mientras exploran ven una gran pirámide y muchos Jaffa. Entonces siguen a una mujer a través del bosque, y Daniel la rescata cuando ella está a punto de suicidarse. Sin embargo ella entonces comienza a gritar y los Jaffa rodean al SG-1. El equipo luego es traído a la pirámide ante Pyrus, el padre de la mujer. Sin embargo ella no le dice a su padre lo que sucedió, y Pyrus no cree que el equipo venga de un mundo libre de los Goa'uld. Acusados de haber atacado a la princesa, el SG-1 es forzado a trabajar en las minas de Naquadah del planeta.
Mientras trabajan duramente, concluyen que Pyrus no es un Goa'uld y que los guardias no son Jaffa de verdad, solo se visten como ellos. Más tarde, intentando escapar, Daniel queda grave al caerle una roca encima. Él despierta luego en un sarcófago, y la princesa que él rescató, Shyla, dice que él está destinado para ella. Daniel desea sacar a sus amigos, pero la princesa le dice que él primero tiene que ganarse la confianza de su padre, que cree que el SG-1 son espías enviados por algún Goa'uld. Pronto, Daniel logra confirmar que Pyrus no es un Goa'uld, sino que liberó a aquel mundo de ellos, y por eso ahora el gobierna. La gente de allí manda un tributo de Naquadah para evitar que estos vuelva (eso fue lo que vio el SG-1 antes). Shyla ofrece a Jackson utilizar el sarcófago otra vez para obtener los beneficios físicos que otorga. Aunque Daniel primero rechaza, ella logra convencerlo. Jackson se convierte cada vez más adicto al uso del sarcófago, y se encuentra en una relación más profunda con la princesa. Después de acordar casarse con Shyla, que está a punto de asumir como reina debido a la salud de su padre, Jackson asegura al SG-1 que podrá sacarlos. Entonces Daniel y los demás vuelven a la tierra, prometiendo que él volverá para casarse con Shyla. 
Ya en el SGC, Daniel se encuentra inestable, al parecer debido a las características algo narcóticas del sarcófago. Él exige ir de nuevo al mundo de Shyla, diciendo que lo están matando sin el Sarcófago Goa'uld. Él intenta escapar, pero logran calmarlo y convencerlo de quedarse en la Tierra hasta que los efectos del Sarcófago desaparezcan.
Después de que Daniel se recupera, el SG-1 vuelve al planeta, donde descubren que Pyrus ha muerto. Pronto, Jackson persuade a Shyla para destruir el sarcófago y de conducir a su gente de una manera diferente de lo que hizo su padre. Ella acepta y destruyen el Sarcófago con un arma báculo. Finalmente ambos se despiden.

## Artistas invitados
- Teryl Rothery como la Dra. Janet Fraiser.
- Heather Hanson como Shyla.
- George Touliatos como Pyrus.